# The Shining (miniserie)
The Shining är en amerikansk miniserie gjord för TV 1997, regisserad av Mick Garris och med manus av Stephen King.

## Handling
Jack Torrance är en nykter alkoholist med ett explosivt temperament som kostade honom jobbet som lärare. Han är även farligt nära att förlora sin relation med familjen då han oavsiktligt skadade sin son, Danny. För att kunna åtgärda skadan tar Jack jobbet som vaktmästare på Overlook Hotel under hela vintern. Han tar med sig sin fru, Wendy, och Danny för att försöka bli en lycklig familj igen och även kunna bli en framgångsrik författare. Danny, som är synsk, blir varnad av sin livliga fantasikompis, Tony, att inte åka till hotellet. Det blir mycket uppenbart att det vilar en ondskefull kraft i hotellet som vill åt Danny och tar över Jacks medvetande för att kunna mörda hans familj.

## Om TV-serien
Stephen King skrev själv manus efter sin egen roman Varsel. King var missnöjd med Stanley Kubricks filmatisering The Shining och denna miniserie är mer lik romanen. Serien vann två Emmys för bästa smink och bästa ljudläggning.
Overlook Hotel är inspirerat av Stanley Hotel i Estes Park, Colorado.

## Skådespelare
| Steven Weber       | – Jack Torrance  |
| Rebecca De Mornay  | – Wendy Torrance |
| Courtland Mead     | – Danny Torrance |
| Melvin Van Peebles | – Dick Hallorann |
| Wil Horneff        | – Tony           |
| Elliott Gould      | – Stuart Ullman  |
| Pat Hingle         | – Pete Watson    |
| John Durbin        | – Horace Derwent |
| Stanley Anderson   | – Delbert Grady  |